# Opsiphanes camena
Opsiphanes camena is een vlinder uit de familie Nymphalidae. De wetenschappelijke naam van de soort is voor het eerst geldig gepubliceerd in 1886-1887 door Otto Staudinger.